# Ghosts (gruppo musicale)
I Ghosts sono stati un gruppo musicale indie pop di Londra. Si sono classificati noni alla BBC Sound Of 2007. Prima di aprire un contratto con la Atlantic Records nel novembre 2006 avevano ancora il nome di Polanski. Il loro sound può essere comparato a quello dei Keane, Thirteen Senses, The Bluetones e anche Radiohead. Il gruppo si scioglie nel 2012.

## Storia del gruppo
La band si è formata dopo l'incontro a scuola nella città di Guildford. Il loro primo singolo Stay the Night ha cominciato guadagnando pesanti airplay radiofonici nazionale nel gennaio 2007, nello show Dermot O'Leary su BBC Radio 2, e poi il 9 febbraio 2007, i Ghosts hanno fatto la loro prima apparizione televisiva allo Show Britannico The Sunday Night Project. L'11 giugno 2007 viene pubblicato il loro singolo The World Is Outside, che ottiene un discreto successo su scala europea.

## Discografia

### Singoli
Polanski
- 2001 - All Possibility EP - 12" vinile (ltd 500 copies)
- 2002 - Bite The Bullet/My Dear - 7" vinile (ltd 500 copies)
- 2004 - Hate This Music - ltd 7" vinile

Ghosts
- 2007 - Musical Chairs / Departure Lounge (Gennaio 2007)
- 2007 - Stay the Night UK numero 25 (Marzo 2007)
- 2007 - The World Is Outside UK numero 35 (Giugno 2007)

### Album
Ghosts
- 2007 - The World Is Outside numero 18 (11 giugno 2007)